# Epistola lui Pavel către Filimon
Epistola lui Pavel către Filimon este a treisprezecea dintre epistolele pauline în canonul Noului Testament. Majoritatea covârșitoare a criticilor contemporani este în favoarea autenticității epistolei. Epistola lui Pavel către Filimon este cea mai scurtă dintre epistolele pauline, cu 335 de cuvinte în originalul grecesc.
Pavel îi scrie creștinului Filimon pentru a-l ruga să-l reprimească pe sclavul Onisim, pe care Pavel i-l trimite deși înainte îi fusese „nefolositor” lui Filimon. Se pare că Onisim a fost sclavul lui Filimon, de la care a fugit, l-a întâlnit însă pe Pavel și a devenit creștin. Este neclar dacă Pavel îl roagă pe Filimon doar să își ierte sclavul sau să îl și elibereze. Cartea Filimon are un capitol în Biblie.